# Perdita (astronomia)
Perdita (AFI: /ˈpɛrdita/,) o Urano XXV, è un satellite naturale del pianeta Urano.

## Scoperta
La scoperta di Perdita è stata abbastanza complicata.
Le prime riprese furono effettuate dalla sonda Voyager 2 nel 1986, ma il satellite non venne riconosciuto nelle fotografie. Dopo oltre un decennio, nel 1999, il corpo celeste fu identificato nelle immagini da Erich Karkoschka e annunciato ufficialmente. Al satellite venne assegnata la designazione provvisoria S/1986 U 10. Poiché però non era stato possibile ottenere altre immagini che confermassero la sua esistenza, la scoperta fu ufficialmente rimossa il 31 dicembre 2001.
Tuttavia nel 2003, grazie al contributo delle immagini riprese dal telescopio spaziale Hubble, la sua scoperta fu definitivamente confermata.

## Denominazione
Nel 2006 l'Unione Astronomica Internazionale (IAU) gli ha assegnato il nome ufficiale di Perdita, che fa riferimento al nome della figlia di Leonte ed Ermione protagonisti della commedia Il racconto d'inverno di William Shakespeare.

## Parametri orbitali
Le misure fatte con l'Hubble misero in risalto che Perdita non segue un movimento diretto Kepleriano intorno ad Urano, perché c'è un'interferenza di risonanza orbitale di 43:44 con il vicino satellite Belinda; inoltre è vicino alla risonanza 8:7 con Rosalinda.
L'orbita di Perdita è compresa tra quella di Belinda e quella di Puck.

## Caratteristiche
Perdita appartiene al gruppo di Porzia, un gruppo di satelliti irregolari che include anche Bianca, Cressida, Desdemona, Porzia, Giulietta, Cupido, Rosalinda e Belinda.
Questi satelliti hanno orbite e proprietà fotometriche simili. Le conoscenze su Perdita si limitano ai parametri orbitali, al raggio di 15 km e all'albedo di 0,08.